# Nanna Lysholt Hansen
Nanna Lysholt Hansen (født 1980) er en performancekunstner, kurator og lærer fra København, Danmark.
Hun fik sin BFA i 2005 fra Kingston University, London og sin MFA fra Kunstakademiet. Hun har også studeret i 2010 på The Central Academy of Fine Art Arkiveret 10. august 2015 hos  Wayback Machine, Beijing.
I 2006 grundlagde hun NLHspace , en kunstner-drevet center i København. Hendes kunstnerisk virke omhandler kroppen, hukommelsen, historie, 'playback' teknologi og arkitektur.

## Udvalgte udstillinger
- Fotografisk Center, Danmark
- The Saint-Valentin Espace d’Art, Schweiz
- The Bristol Biennial of Contemporary Art, UK[2]
- GOLD & BETON, Tyskland
- The Pratt Manhattan Gallery, USA,
- Kunsthal Charlottenborg
- Nikolaj Contemporary Art Center Arkiveret 1. marts 2015 hos  Wayback Machine
- Ringsted Galleri[3]